# 景徳鎮羅家空港
景徳鎮羅家空港（けいとくちんらかくうこう）は、中国江西省景徳鎮市にある民間飛行場。景徳鎮市街地の8km西の羅家附近にある。景徳鎮空港とも称される。

## 就航地
2017-2018冬春
| 航空会社           | 就航地                 |
| ------------------ | ---------------------- |
| 中国国際航空（CA） | 北京/首都              |
| 山東航空（SC）     | 成都、昆明、青島、厦門 |
| 深圳航空（ZH）     | 広州、上海/虹橋、深圳  |
| 長安航空（9H）     | 寧波、西安             |